# Zwangskraft
Als Zwangskraft bezeichnet man in der Technischen Mechanik diejenige Kraft, die bewirkt, dass ein Körper sich aus einem durch vorgegebene Zwangsbedingungen vorgeschriebenen Bereich nicht herausbewegen kann.
Eine äußere Kraft, die keine Zwangskraft ist, bezeichnet man zu Unterscheidungszwecken auch als eingeprägte Kraft. Die gesamte auf den Körper wirkende Kraft ist die Summe aus eingeprägter Kraft und Zwangskraft. Das Unterscheidungsmerkmal ist, dass eine eingeprägte Kraft nach Größe und Richtung physikalisch vorgegeben ist (etwa die Gewichtskraft, der Winddruck, Coulombsche Gleitreibungskräfte), während die Zwangskraft nach Größe und Richtung je nach konkretem Ablauf der Bewegung so entsteht, wie es erforderlich ist, dass der Körper die vorgegebene Einschränkung seiner Bewegungsfreiheit befolgt (etwa durch starre Führung).
Zwangskräfte haben mit den durch Zwängung verursachten Kräften gemein, dass äußere Bewegungseinschränkungen für die Entstehung verantwortlich sind und dass sie der Größe nach variieren (im ersten Fall abhängig von der Bewegung des betrachteten Körpers, im zweiten Fall abhängig von den Umgebungsbedingungen). Gegenüber den Zwangskräften ist die Zwängung jedoch ein Begriff der Statik. Relevant sind dort die durch die Zwängung verursachten inneren Spannungen der Bauteile mit Blick auf ihre Festigkeit.

## Beispiele

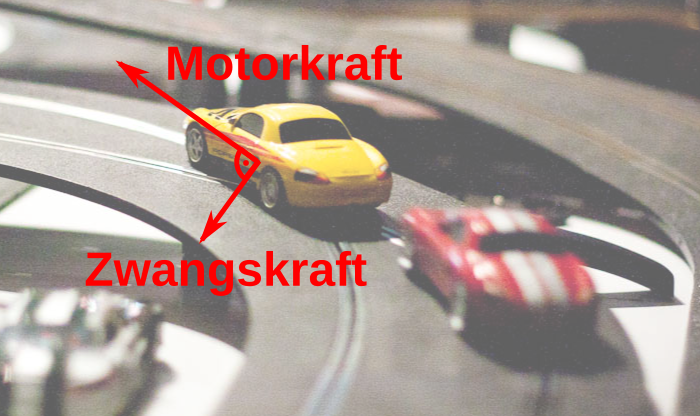
Die von der Schiene auf einen Autorennwagen ausgeübte Zwangskraft (Zentripetalkraft) hält ihn in der Spur. Sie steht rechtwinklig zur Bewegungsrichtung.

- Auf einen Klotz, der auf einer ebenen Fläche steht, wirkt die Schwerkraft als eingeprägte Kraft. Da der Klotz offensichtlich ruht und sich nicht in Richtung des Erdmittelpunktes bewegt, übt die Fläche auf ihn eine Zwangskraft aus, die der Schwerkraft entgegengesetzt ist und diese genau ausgleicht. (Wie diese Kraft physikalisch zustande kommt, ist für die Betrachtung im Rahmen der klassischen Mechanik unerheblich; hier genügt die Nebenbedingung, dass der Klotz nicht in die Fläche eintaucht.)
- Der Schlitten einer Achterbahn wird durch Zwangskräfte, die von den Schienen ausgeübt werden, auf seiner Bahn gehalten.
- Auf einen Pendelkörper, der an einem Faden hängt, wirkt eine Zwangskraft entlang des Fadens.

## Allgemeine Eigenschaften
Kann sich ein Körper nur auf einer Kurve oder einer Fläche (frei) bewegen, so steht die Zwangskraft immer senkrecht auf dieser und damit auch auf der Bewegungsrichtung. Daraus folgt u. a., dass Zwangskräfte keine Arbeit verrichten können.
Das d’Alembertsche Prinzip zur Aufstellung von Bewegungsgleichungen beruht auf dem Satz, dass die virtuelle Arbeit der Zwangskräfte verschwindet; beim Jourdainschen Prinzip wird ausgenutzt, dass die virtuelle Leistung der Zwangskräfte verschwindet.